# Osteotomia

Osteotomia

Osteotomia – w ortopedii i chirurgii urazowej działanie polegające na przecięciu kości. Może ono mieć na celu poprawę kształtu kości, jej skrócenie lub wydłużenie (np. w aparacie Ilizarowa lub orthofix), poprawę mechaniki znajdującego się w pobliżu stawu lub korekcję osi kończyny.